# Paul Wickens
 (août 2018).
Si vous disposez d'ouvrages ou d'articles de référence ou si vous connaissez des sites web de qualité traitant du thème abordé ici, merci de compléter l'article en donnant les références utiles à sa vérifiabilité et en les liant à la section « Notes et références ».
Paul "Wix" Wickens (né le 27 mars 1956 à Brentwood dans l'Essex) est un claviériste, compositeur d'origine britannique. Wickens a collaboré avec des musiciens comme Paul McCartney, Bob Dylan, Joni Mitchell, Bon Jovi et de nombreux autres artistes. Il est membre de la formation scénique de McCartney depuis 1989.

## Parcours
En 1984, Paul est crédité sur l'album Un autre monde de Téléphone aux claviers et à l'accordéon.
Wickens commence à jouer sur scène avec Paul McCartney en 1989, lors d'une tournée mondiale de laquelle est issu l'album live Tripping the Live Fantastic. Dès lors, on peut le voir et l'entendre sur beaucoup d'enregistrements audio et vidéo de McCartney. Ses qualités d'arrangeur pour la scène le font devenir  le directeur musical de nombreuses tournées de l'ex-Beatles. Bon nombre de cuivres et autres violons que l'on peut entendre sur les albums studio sont remplacés sur scène par le clavier et les samples de "Wix".
Wickens joue sur des albums de Tommy Shaw du groupe de rock américain Styx, ainsi qu'avec The Damned, Tim Finn, Paul Carrack, Nik Kershaw, Jim Diamond, Boy George, et David Gilmour. Il co-produit le premier album de Savage Progress.  Il est aussi claviériste et programmeur sur l'album de Edie Brickell & New Bohemians, Shooting Rubberbands at the Stars - sur lequel il rencontre pour la première fois Chris Whitten. Paul joue également sur l'album Bandaged, un succès dans le cadre du téléthon de la BBC Children in Need.
Il fréquente la Brentwood School, Essex, où il devient ami avec l'écrivain Douglas Adams. Il joue pour la cérémonie funéraire de ce dernier en 2001. Il compose récemment la musique de la production radiophonique Hitchhiker's Guide to the Galaxy de Adams. Il a également enregistré une version de Smells Like Teen Spirit du groupe Nirvana.
Wickens est remarqué avec le titre This is the day des The The issu de leur album Soul Mining (1983).